# Cixiidae
Cixiidae of Glasvleugelcicaden zijn een familie van insecten die behoren tot de onderorde cicaden (Auchenorrhyncha). 

## In Nederland waargenomen soorten
- Genus: Cixius
  - Cixius beieri
  - Cixius cunicularius
  - Cixius distinguendus
  - Cixius dubius
  - Cixius nervosus
  - Cixius similis
  - Cixius simplex
  - Cixius stigmaticus
- Genus: Hyalesthes
  - Hyalesthes obsoletus
- Genus: Myndus
  - Myndus musivus
- Genus: Pentastiridius
  - Pentastiridius leporinus
- Genus: Tachycixius
  - Tachycixius pilosus
- Genus: Trigonocranus
  - Trigonocranus emmeae